# Tintin et le Temple du Soleil
Pour les articles homonymes, voir Temple du Soleil.
Série
L'Affaire Tournesol
(1964) Tintin et le Lac aux requins
(1972)
Pour plus de détails, voir Fiche technique et Distribution.
Tintin et le Temple du Soleil est un long métrage d'animation franco-belge des studios Belvision, réalisé par Raymond Leblanc, sorti en 1969.
Adapté de deux albums de bande dessinée de Hergé dont les histoires se suivent, Les Sept Boules de cristal et Le Temple du Soleil, il s’agit du deuxième long métrage d'animation inspiré des Aventures de Tintin, après Le Crabe aux pinces d'or sorti en 1947.

## Synopsis
Des explorateurs sont atteints d'un mal mystérieux après un voyage en Amérique du Sud. À Moulinsart, Bergamotte, le dernier des explorateurs, tombe en léthargie après une coupure de courant et le professeur Tournesol est enlevé en bateau par de mystérieux individus. Tournesol a en effet commis un sacrilège en ayant porté le bracelet de la momie Rascar Capac, ramené par l’expédition. Tintin, le capitaine Haddock et les Dupondt se lancent à sa poursuite, au Pérou. En chemin, ils reçoivent l'aide d'un jeune Indien quechua nommé Zorrino, qui leur permet d'atteindre le temple du Soleil où est retenu Tournesol.

## Fiche technique
- Titre original : Tintin et le Temple du Soleil
- Coproduction : Raymond Leblanc et Editions Dargaud
- Adaptation : Eddie Lateste, Jos Marissen, László Molnár et Greg d'après Hergé
- Animation : Nic Broca, Marcel Colbrant, Claude Lambert, Vivian Miessen, Claude Monfort, Lawrence Moorcroft
- Musique : François Rauber et Jacques Brel
- Images : François Léonard
- Décors : Jean Torton, Michou Wiggers
- Montage : László Molnár
- Son : Jean Nény
- Générique : Eurocitel
- Directeur de production : José Dutillieu
- Producteur : Raymond Leblanc
- Production : Belvision, Dargaud films
- Distribution : United Artists
- Pays d'origine :  Belgique /  France
- Langue : Français
- Format : couleurs - 1,37:1 - mono
- Durée : 77 minutes
- Genre : animation, aventure, musical
- Dates de sortie : 
  - France : 13 décembre 1969

## Distribution

### Voix françaises
- Philippe Ogouz : Tintin
- Claude Bertrand : le capitaine Haddock
- Alfred Pasquali : le professeur Tournesol
- Guy Piérauld : Dupond
- Paul Rieger : Dupont
- Lucie Dolène : Zorrino
- André Valmy : le professeur Bergamotte
- Jean Michaud : le Grand Inca
- Georges Atlas : Chiquito
- Linette Lemercier : la princesse Maita
- Bernard Musson : Nestor
- Albert Augier : le moustachu costaud s’attaquant à Zorrino, divers Péruviens
- Jacques Balutin : le lecteur bègue
- Jean-Henri Chambois : le commissaire péruvien
- Gérard Hernandez : le chef de gare de Santa Clara
- Serge Lhorca : le chef de gare de Jauga
- Roland Ménard : le conférencier
- Serge Nadaud : le médecin des sept savants, un bandit au couteau dans la montagne, un garde inca
- Henri Virlogeux : un des sept savants
- Jacques Marin : un des sept savants
- Henry Djanik : un bandit sur le bateau
- Jean-Louis Jemma : le policier dans la salle de contrôle radio
- Geneviève Beau : l’infirmière[1]
- Jacques Jouanneau : le médecin (2e voix, quand les savants se réveillent)[1]
- Jacques Ruisseau : le vendeur de journaux[1]
- Jacques Sablon, Bachir Touré : voix additionnelles

Doublage français réalisé à la Société parisienne de sonorisation (dialogues) et au studio Davout (chansons), sous la direction de Serge Nadaud.

## Différences principales avec l'album
- Dans cette adaptation, Dupond et Dupont accompagnent Tintin, Milou et Haddock dans leur quête pour sauver Tournesol.
- Après avoir sauté du train, Tintin et Milou utilisent une draisine.

## Commentaire
- Ayant obtenu un bon succès commercial avec la production de sept dessins animés pour la télévision, la société Belvision se lança dans la production de deux longs métrages d’animation pour le cinéma[2]. Pour le premier film, le choix se porta sur Le Temple du soleil qui semblait bien se prêter au passage à l'écran. Le contenu des Sept Boules de cristal fut condensé en début de film et présenté par un personnage inspiré des traits d’Hergé.
- Admirateur de Hergé et de Tintin, Jacques Brel écrivit les chansons Ode à la Nuit et Chanson de Zorrino alors qu'il avait à l'époque abandonné la scène et la chanson[3],[4].
- D'importantes transformations furent apportées par Greg au scénario original d'Hergé, comme l'ajout du personnage de la fille du chef des Incas.
- L'album fut à nouveau adapté dans la série animée de 1992.
- Les Sept Boules de cristal et Le Temple du Soleil furent de nouveau adaptés ensemble, cette fois en comédie musicale l’année 2001, sous le titre Tintin : Le Temple du Soleil.
- La dernière remastérisation ayant été effectuée à partir du master américain dans laquelle la chanson Ode à la nuit était coupée, la scène associée fut tronquée lors des dernières diffusions télé et vidéo[5].